# 祭壇

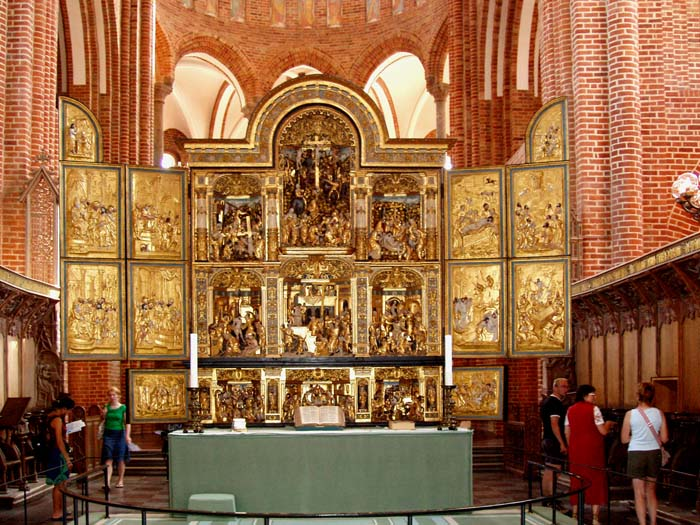
罗斯基勒主教座堂的祭台比起巨大的雕花三聯畫顯得相形見絀。

祭壇，或稱為祭台、神壇，是用來進行祭祀、敬拜等宗教儀式的設施，通常也是宗教場所中最重要的設施。
祭壇最早代表人類對「大自然不可解釋」的敬畏和崇拜，後來祭拜先人也用祭壇，以示尊敬。神壇往往在神殿裡發現，可說是最早的建造物之一，他們出現在許多文化在全世界，特別是在宗教是基督教、佛教、印度教、神道教、道教等宗教，例如部分基督教宗派的教堂內，會以祭台做為整個教堂的視覺中心。
神壇（希伯來文：מזבח，mizbe'ah，"一個地方的犧牲"），神壇一般豎立在顯眼的地方。最早的祭品一般都是用人，將人活生生的宰殺或活埋，今日許多原始部落仍然包含著活人器官的祭品。

中華民族是好禮的民族，儒教为中華历代国教，原始时代的神职者就被称之为儒，世代經營禮法維生。
儒，柔也，术士之称。从人，需声——许慎，说文解字
明朝末年洪承疇投降，其後明朝一度不知道他已經變節，崇祯帝聞之大震，崇禎輟朝三日，為以为已经死難的洪承疇大設祭壇以及親撰祭文，賜祭壇十六個，祭到第九壇時候，又得到軍報說洪承疇降清了，北京大嘩。

## 延伸閱讀
- Davies, J. G. "Altar." In The Encyclopedia of Christianity, edited by Erwin Fahlbusch and Geoffrey William Bromiley, 42-43. Vol. 1. Grand Rapids: Wm. B. Eerdmans, 1999. ISBN 0-8028-2413-7

## 外部連結
- Altars (in Scripture) （页面存档备份，存于） from the Catholic Encyclopedia
- History of the Christian Altar （页面存档备份，存于） from the Catholic Encyclopedia
- An essay on a Hindu Home Altar
- Taoist Great Ritual Offerings to the All-Embracing Heaven
- How to Build an Altar (Ofrenda) for Dia de los Muertos
- Thor Stalli Neo-Pagan altar to Thor